# Glans dominguensis
Glans dominguensis is een tweekleppigensoort uit de familie van de Carditidae. De wetenschappelijke naam van de soort werd in 1853 voor het eerst geldig gepubliceerd door Alcide d'Orbigny.